# Брињолета (Савона)
Брињолета је насеље у Италији у округу Савона, региону Лигурија.
Према процени из 2011. у насељу је живело 13 становника. Насеље се налази на надморској висини од 449 м.